# عليا بت
عليا بت هو اسم رمزي أطلق على هجرة اليهود غير الشرعية إلى فلسطين الانتدابية في انتهاك لقيود فرضها الكتاب الأبيض البريطاني عام 1939، في الأعوام 1934–1948. يتم تمييز عليا بت عن عليا ألف: الهجرة اليهودية المحدودة التي سمحت بها السلطات البريطانية في نفس الفترة.

## معرض صور

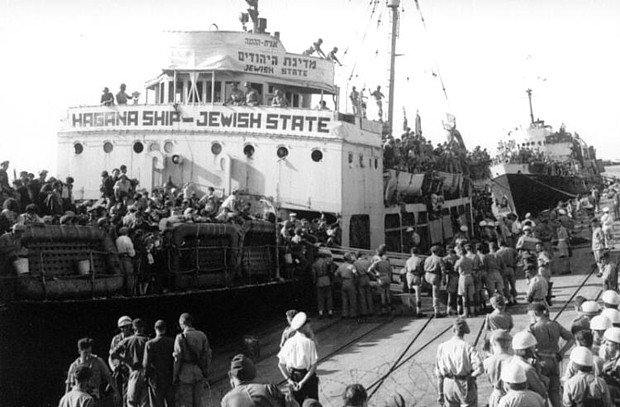
سفينة الهاغانا مدينات هيهوديم ("الدولة اليهودية") في ميناء حيفا، 1947
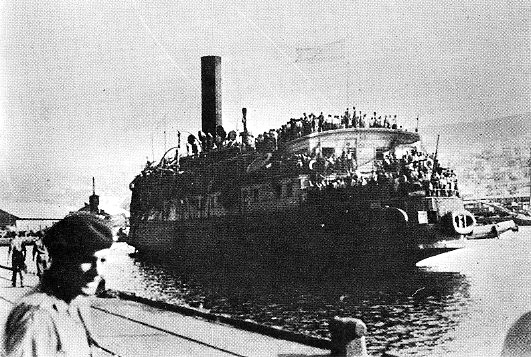
وصول إس إس إكسدس إلى ميناء حيفا، 20 يوليو 1947

## كتابات أخرى
Greenfield، Murray S؛ Hochstein، Joseph M (1987). The Jews' Secret Fleet: The Untold Story of North American Volunteers Who Smashed the British Blockade of Palestine. Jerusalem and New York: Gefen Publishing House. ISBN:978-965-229-517-0.
- Stewart، Ninian (2002). The Royal Navy and the Palestine Patrol. London and Portland OR: Frank Cass Publishing. ISBN:0-7146-5210-5.

## روابط خارجية
- الكتاب الأبيض ... فصل في السياسات الفلسطينية